# Eriocaulon asteroides
Eriocaulon asteroides är en gräsväxtart som beskrevs av Sylvia Mabel Phillips. Eriocaulon asteroides ingår i släktet Eriocaulon och familjen Eriocaulaceae. IUCN kategoriserar arten globalt som sårbar. Inga underarter finns listade i Catalogue of Life.